# Brachyscelio dubius
Brachyscelio dubius är en stekelart som beskrevs av Charles Thomas Brues 1940. Brachyscelio dubius ingår i släktet Brachyscelio och familjen Scelionidae. Inga underarter finns listade.